# Beogradska otvorena škola
Beogradska otvorena škola (BOŠ) je neprofitna, obrazovna organizacija građanskog društva osnovana 1993. godine. BOŠ doprinosi ukupnom razvoju društva kroz dodatno obrazovanje i obuku nosilaca društvenih promena, stručnu podršku institucijama, istraživanje i razvoj javnih politika u cilju izgradnje moderne zajednice zasnovane na demokratskim vrednostima.
Vizija BOŠ-a je bolje društvo zasnovano na slobodi, znanju i inovaciji. Slogan škole је "Non scholae, sed vitae discimus!". Vrednosti Beogradske otvorene škole:
- Otvorenost
- Inovativnost
- Sloboda
- Evropske vrednosti
- Javni interes
- Kvalitet
- Odgovornost

Beogradska otvorena škola svoju misiju već 22 godine sprovodi kroz rad Odeljenja za napredne dodiplomske studije (DAUS), koje se od 2013/2014. godine zove Studije budućnosti  i Alumni organizaciju i 8 centara:
1. Centar za izgradnju kapaciteta (CCB)
2. Centar za evropske integracije (CEI)
3. Centar za istraživanja religije (CIRel)
4. Centar za proučavanje infomracionih tehnologija (CePIT)
5. Centar za vođenje karijere i savetovanje (CGCC)
6. Centar za razvoj obrazovanja (CDE)
7. Savetodavno obrazovni centar (SOC)
8. Centar za izdavaštvo

## Osnivači
Koncept Beogradske otvorene škole osmislili su Marinko Vučinić, Branko Dragaš i dr Refik Šećibović. Ona je realizovana u okviru projekta nazvanog Kredibel škola. Branko Dragaš, direktor Kredibel korporacije, odlučio je da stane finansijski iza projekta Kredibel škole, a Marinko Vučinić, direktor izdavačke kuće Tersit, pomogao je uobličavanju Škole. Kredibel škola počela je sa radom 17. novembra 1993, internom odlukom Kredibel banke.

## Istorijat

#### Kredibel škola
Prvi polaznici, tokom 1993/1994. godine, označeni su kao „nulta generacija” (pošto su kao eksperimentalna generacija imali da oprobaju projekat i da pokažu njegove vrline, ali i slabosti). Škola je počela rad u prostorijama na Terazijama, da bi se ubrzo preselila u prikladniji prostor u Ulici kralja Petra.
Školske 1994/1995, upisana je „prva generacija” Kredibel škole, izabrana sa (gotovo svih) fakulteta društvenih nauka u Beogradu. 
Svečanost povodom otvaranja Škole je upriličena 14. oktobra 1994, u prostorijima u ul. Kralja Petra (a koje su služile za scenografiju Kusturičinog filma Podzemlje/Underground). 
Akademske 1995/1996, upisana je „treća generacija”. Iznenadne finansijske poteškoće Kredibel korporacije dovele su u pitanje planirani program. Mada su ostali bez mnogih pogodnosti koje je prethodna generacija imala, ova treća, izuzetno motivisana generacija, nije posustala i godina je uspešno okončana. 
Dvadeset godina nakon diplomiranja, ovoj generaciji su na svečanosti održanoj u prostorijama Biblioteke grada Beograda dodeljene diplome.
I pored toga što je Škola ostala bez ikakvih sredstava, krajem proleća 1996, doneta je odluka da se Škola ne gasi. Škola se registruje kao udruženje građana, tj. nevladina organizacija, pod imenom Beogradska otvorena škola. Svi osnivači Škole bili su prethodni saradnici Kredibel škole.. 

#### Udruženje građana "Beogradska otvorena škola"
Školske 1996/1997, sada već pod nazivom Beogradska otvorena škola, nova NGO je uspela da nastavi sa radom, naišavši na veliko razumevanje u Fondu za otvoreno društvo u Beogradu.
Upisana je „četvrta generacija” a njeni polaznici su bili  među prvim učesnicima Studentskog protesta 1996/1997, pokazujući da su spremni da se aktivno uključe u rešavanje društvenih problema.
„Peta generacija” polaznika upisana je školske 1997/1998, a BOŠ je te godine preseljen u Palatu Beograd - poznatiju kao Beograđanka.
Krajem 1997, tokom posete delegacije Programa za podršku visokom obrazovanju (Higher Education Support Program - HESP) Instituta za otvoreno društvo iz Budimpešte, uočeno je da bi BOŠ mogao da se uklopi u jednu od postojećih mreža koje podržava ovaj program - u mrežu nevidljivih koledža. Škola je uspela da zadovolji merila HESP-a, i da u julu 1998, postala je prva obrazovna ustanova iz Srbije koja je ušla u mrežu ustanova koje podržava HESP.
Sa ulaskom u HESP-ovu mrežu, došlo je do najvećeg preoblikovanja programa Škole, kao i do ustanovljenja akademskih programa i pravila koja su, uz manje izmene, opstala do danas. Sistemu odabira studenata je znatno pooštren i otada uključuje nekoliko opsežnih testova, i intervju sa komisijom. Od ovog vremena, napušten je naziv polaznici i zamenjen nazivom studenti, što je ukazivalo na udaljavanje škole od neformalnog obrazovanja i približavanje Škole visokoškolskim uzansama.
„Šesta generacija” upisana je u jesen 1998. po novom programu. Prvi put je organizovana zimska škola, u istraživačkoj stanici Petnica studenti i profesionalni tim Škole prošli su obuku za rad na računarima. Krajem marta, Škola je prekinula rad zbog početka NATO intervencije. Padanje prvih bombi na Beograd, 24. marta 1999, studenti su dočekali u Školi, na predavanju dr Milana Vukomanovića. Rat je nakratko prekinuo izvođenje nastave, ali je ona obnovljena, početkom aprila, na drugoj lokaciji.
„Sedma generacija” upisala se, akademske 1999/2000. Cela ova akademska godina održavala se pod snažnim pritiskom režima na ustanove građanskog društva, a kulminirala je upadom specijalaca MUP-a u Beograđanku, maja 2000. BOŠ je tada na nekoliko dana morao da prekine rad. Veliki broj studenata BOŠ-a, krajem akademske godine, uzeo je aktivno učešće u nastojanjima da dođe do demokratske promene vlasti u Beogradu. Nekoliko studenata nastupili su kao kandidati za odbornike ispred stranaka demokratskog usmerenja, a bilo je i više aktivnih saradnika Narodnog pokreta Otpor.
Zaključno sa generacijom XXII, program naprednih studija pohađalo je 23 generacije, ukupno 1065 alumnista. 

### Posle poslednje reorganizacije
Akademske 2000/2001, kada je upisana „osma generacija”, BOŠ je već imao sadašnju složenu strukturu:
Mada formalno i dalje nevladina organizacija, BOŠ je, u stvarnosti, vršio tri funkcije. On je postao: 
1. ustanova dodatnog visokog obrazovanja,
2. nevladina organizacija posvećena širenju građanskog društva,
3. istraživačka ustanova posvećena izučavanju alternativnih oblika obrazovanja i istraživanjima religije.

Najvažnija promena u nastavnom planu za ovu godinu bila je reorganizacija Otvorenog programa, koji se od tada zove Program Evropska unija i Balkan. Time je afirmisano ranije usmerenje BOŠ-a ka Evropskim studijama. Sa istim ciljem, BOŠ je, uz podršku Fondacije Konrad Adenauer, obrazovao tim od demonstratora Škole koji je pripremio projekat promocije Evropske unije u Srbiji i pripremio projekat Budućnost i Evropa.

## Spoljašnje veze
- Zvanični sajt BOŠa